# MK450
MK 450 Data Recorder – monofoniczny magnetofon kasetowy produkowany w latach osiemdziesiątych przez Zakłady Wytwórcze Magnetofonów UNITRA LUBARTÓW. Stanowił on rozszerzenie w stosunku do modelu magnetofonu MK250, ukierunkowane na zastosowanie MK450 jako pamięci masowej dla mikrokomputerów. Zachowane zostały wszystkie podstawowe funkcje i parametry, w trybie pracy zgodnym z MK250.
Magnetofon produkowany był zgodnie z normą zakładową ZN-87/MHiPM/ZWM-007. Zasilanie urządzenia możliwe było zarówno z sieci

, jak i pięcioma bateriami R14. Wymiary magnetofonu 150×268×49 mm, masa 1,2 kg
. Wybór pracy dokonywany był przełącznikiem NORM-DATA. Praca w trybie NORM przeznaczona była do zastosowań takich jak MK250, czyli odtwarzania dźwięku monofonicznego z kasety. Tryb DATA przeznaczony był do współpracy z mikrokomputerami.